# Dieu est américain
Pour plus de détails, voir Fiche technique et Distribution.
Dieu est américain est un documentaire tourné au Vanuatu, écrit, réalisé et produit par Richard Martin-Jordan.

## Fiche technique
- Réalisation et scénario : Richard Martin-Jordan
- Production : Richard Martin-Jordan
- Photographie : Igor Chpiliotoff
- Montage : Olivier Jehan
- Narration : Matthew Gonder
- Pays de production :  France
- Langue originale : français
- Société de production : Palladium Productions
- Dates de sortie :
  - France : 7 octobre 2007 (Festival du film maritime de Toulon) ; 28 janvier 2008 (première à la télévision) ; 10 mai 2008 (Festival de Saint-Malo)

## Distinctions
Le film a remporté vingt prix :
- Festival international du film maritime, d'exploration et d'environnement de Toulon (Toulon), France (novembre 2007) : Jury Special Award 2007
- Festival Étonnants Voyageurs (St-Malo), France (mai 2008) : Winner of a star at the scam (french civil society of multimedia authors)
- Honolulu International Film Festival (Honolulu), Hawaii (mars 2009) : Gold Kahuna prize for the excellence of filmaking
- The Accolade Competition (La Jolla, Californie), États-Unis (avril 2009) : Award of excellence
- Mexico International Film Festival (Baja, Californie), États-Unis (avril 2009) : Bronze palm award
- Twin Rivers Media Festival (Twin Rivers, Caroline du Nord), États-Unis (mai 2009) : Fourth place
- Yosemite Film Festival (Yosemite, Californie), États-Unis (septembre 2009) : Silver Sierra Award 2009
- The Indie Film Festival (La Jolla, Californie), États-Unis (septembre 2009) : Award of Merit “honouring outstanding craft and creativity in film”.
- Nevada Film Festival (Las Vegas, Nevada), États-Unis (oct. 2009) : Golden Reel Award Winner
- Mountain Film Festival (Colorado), États-Unis (février 2010) : Jury Prize Documentary Competition
- Canada international Film Festival (Vancouver), Canada (mars 2010) : Award of Excellence in Film Making
- Sene film music and arts festival (Rhode Island), États-Unis (avril 2010) : Award for Best Documentary Film
- Independent Film Awards, États-Unis (2015) Honorable Mention : Winner
- WorldFest Houston International Film Festival (Texas), États-Unis (avril 2015) : Gold Remi Winner
- ColorTape International Film Festival (Mansfield), Australie (avril 2015) : People's Choice Award
- Filmmakers World Film Festival – Indonésie (2016) : Diamond Award
- HIFF – Headline International Film Festival (décembre 2015) : Honorable Mention Winner
- Java Film Awards – Indonésie (2018) : Golden Award
- FICCSUR Southern Cone International Film Festival, Valparaíso, Chili (mai 2018) – Prix du Meilleur Documentaire
- Eurasia International Film Festival, Moscou[réf. nécessaire], septembre 2018 : Prix du Meilleur Documentaire